# Édouard Delaporte
Pour les articles homonymes, voir Delaporte.
Édouard Delaporte, né le 14 novembre 1909 à Paris 18e, et mort le 6 juillet 1983 à Saint-Jeannet (Alpes-Maritimes), est un architecte, peintre et sculpteur français.

## Biographie
En 1929, Édouard Delaporte commence à peindre et s'inscrit à l’École nationale supérieure des beaux-arts de Paris. En 1937, il devient architecte diplômé par le gouvernement. Un an après, il entame sa carrière architecturale avant d’être mobilisé en 1939. Après la Seconde Guerre mondiale, en 1946, Delaporte quitte la France et s’installe à Rabat au Maroc. Pendant dix ans, il réalise de nombreux édifices publics et privés. En 1956, au moment de l’indépendance du Maroc, il rentre en France et se fixe à Antibes. En 1978, il s’installe à Saint-Jeannet, petit village de l’arrière-pays niçois, où il se consacre à la peinture. Il meurt le 6 juillet 1983 dans sa maison, Place sur le Four.

## Peinture
Son œuvre peint, au départ abstrait, lui permet, dit-il, « de creuser l'organisation plastique de la toile et de fouiller le réalisme des rapports, qui est la vérité de l'abstraction ». La figuration vient plus tard. Pour le peintre, il s'agit « d’une conciliation entre le monde de l’abstraction, sa vision dépouillée et le monde passionnant et passionnel de la nature ». La peinture « surréelle » était, au fond, une manière « d’exprimer non pas l’imprévu des moyens ou du figuré, mais le mystère de la peinture elle-même. »

## Principales expositions
- 1959 : musée Picasso, château d’Antibes.
- 1961 : exposition de groupe « Les Revenants » au musée Picasso, château d’Antibes.
- 1963 : exposition particulière à Paris, galerie Camille Renaud.
- 1963 : exposition personnelle, no 23 place Saint-André-des-Arts, Paris, présentée par René de Solier[3].
- 1971 : Maison de la culture de Firminy, présentée par Jacques Prévert.
- 1972 : exposition de sculptures au musée Picasso, château d’Antibes. Catalogue, « Sculptures présentées par Michel Butor » [4].
- 1973 : musée Picasso, château d’Antibes, peintures et sculptures, présentée par Romuald Dor de la Souchère.

« Peut-on enguirlander de mots un inventeur d’images ?», brochure, château d’Antibes, juillet-octobre 1973.
- 1974 : Maison de la culture de Grasse.
- 1975 : musée Picasso, château d’Antibes, présentée par Romuald Dor de la Souchère.
- 1985 : exposition d’Édouard Delaporte, dans le cadre de la manifestation « Le Parlement des Idoles »,

sur un argument de Michel Butor, 1985, villa Arson, Nice.
- 1994 : galerie Mantoux-Gignac, présentation par Michel Butor, Cf. « Evocation[Quoi ?] ».
- 2002 : exposition particulière, « Épouvantails et architecture », Espace Paul Mayer, Université de Picardie Jules Verne.

## Architecture
- Gymnase du stade Foch à Rabat[6]
- Immeuble Ben Kemoun à Rabat, Maroc, 1952[7]
- Poste frontière à Khedara, Édouard Delaporte, architecte ; Pradeaux, ingénieur[8],[9]
- Perception de Rabat Nord, Édouard Delaporte, architecte[9]
- Maison pour un architecte à Rabat, Édouard Delaporte, architecte[10]
- Villa à Salé, Maroc, Édouard Delaporte, architecte[11],[12]
- Villa Menguy à Rabat, Maroc, 1952[13]

## Vie privée
Il est le père de l'historien et philosophe de la médecine François Delaporte.

### Iconographie
- Marianne Greenwood, Portrait d'Édouard Delaporte, photographie, Antibes, musée Picasso[14]